# A fickó F-fel
 A fickó F-fel (eredeti címén The F word, nevezték még Gordon Ramsay's F Word-nek is) brit televíziós ismeretterjesztő műsor és főzőshow, amelyet Gordon Ramsay indított útjára. A műsor témák széles körét öleli fel, a receptektől az étel-előkészítésen át hírességek étkezési hóbortjaiig. A Channel 4 csatornán adott, heti gyakoriságú műsor gyártója az Optomen Television produkciós cég. A főcímzeneként alkalmazott, "The F-Word" című szám a Babybird együttes Bugged című albumáról származik. Magyarországon a TV Paprika vetíti.

## A műsor felépítése
Ramsay minden epizódban összeállít egy háromfogásos menüt 50 vendég számára, az F word étteremben. A vendégek, akik között hírességek is találhatóak, részt vesznek a beszélgetésekben, kihívásokban, közös főzésekben. A műsor egyéb szakaszai is az étkezéshez kapcsolódnak, szó esik például alternatív érkezési szokásokról és az egészséges étkezésről is.  Az évadok során van egy-egy, epizódokon átívelő történetszál is, amely házilag nevelt lábasjószágokról illetve baromfikról szó. Az állatok a szezonzáró epizódokban az F-Word vendégeinek tányérján végzik.

## Évadok

### Első évad
Az első évad a "Nők, vissza a konyhába" témára épült, amelynek keretében Ramsay különféle angol háztartásokat látogatott meg, hogy segítsen azoknak a nőknek, akik főzésben való jártasságukat szerették volna fejleszteni. 
Giles Goren, a The Times étteremkritikusa és Rachel Cooke gasztroblogger tudósítóként kaptak szerepet: riportokat készítettek egyedi étkezési hóbortokról és az egészséges étkezésről. Minden adásban két vagy három (több ezer jelentkező közül választott) szakács mérettette meg magát az F word étteremben. Az évad során Ramsay – más celebszakácsokról elnevezett – pulykákat nevelt a kertjében, ennek eredményeképpen gyerekei is közelebbi ismereteket szereztek ételeik eredetéről. A desszertként felszolgált pudinghoz kapcsolódó versenyben Ramsay rendszeresen egy-egy hírességgel mérkőzött meg, a nyeremény az elkészült puding felszolgálási lehetősége volt az étteremben.

### Második évad
A második évad fő témája a vasárnapi ebéd volt, Ramsay családokat tanított meg a hagyományos ételsor elkészítésére. Ettől az évadtól kezdve az étterem alkalmanként 50 fizetővendéget fogadott, akiket lelkes amatőr csapat szolgált ki. Ha a vendégek elégedetlenek voltak valamelyik fogással, választhatták azt, hogy nem fizetnek érte.  A pudingfőző verseny helyét ebben az évadban általános főzőverseny vette át, Ramsay pedig pulykák helyett disznókat nevelt a kertjében.

### Harmadik évad
"Fast food doesn't have to mean junk food" ("A gyorsétel nem kell, hogy rossz ételt jelentsen") – erre a témára épült az évad. Ramsay fél órán belül elkészíthető, egyszerű ebédeket állított össze. A legjobb heti amatőr csapat lehetőséget kapott arra, hogy a szezonfináléban Ramsay Claridge's nevű éttermében főzzön,  Ramsay pedig ezúttal birkákat nevelt a kertjében.  Az évadon átívelt egy olyan további történetszál is, amelynek keretében egy új Fanny Cradockot kerestek (Cradock angol étteremkritikus volt).

### Negyedik évad
Az évad heti amatőr csapatának szerepét egy-egy híresség és annak családtagjai töltötték be.  
Az állatok házi nevelését ezúttal Janet Street-Porter vállalta magára, az évadban két borjút neveltek egy észak-yorkshire-i farmon.
Tom Parker Bowles gasztroíró is megjelent az évadban, két epizód során. Az elsőben Szardínia szigetén a helyi, kukacos sajtot, a casu marzu-t kóstolta meg. Második megjelenésekor egy disznót próbált meg elkészíteni, egészben.

### Ötödik évad
Az ötödik évad 2009. november 3-án indult a Channel 4 csatornán.  Az évadban Nagy-Britannia legjobb helyi éttermét keresték. A 10 ezer jelentkezőből a szezonzáróra 18 étterem maradt, amelyek kilenc különféle konyhát reprezentáltak. 
A második körben a finalisták a rájuk leginkább jellemző fogást szervírozták, saját éttermükben. Ezt egy középdöntő követte Ramsay saját, Royal Hospital Road nevű éttermében, Chelsea-ben.

## Vitatott témák

### Nők a konyhában
Az első évad fő témája a Nők, vissza a konyhába kampány volt. Egy szavazás eredményeképpen kiderült, hogy az abban részt vevő nők háromnegyede nem tud főzni, 78 százalékuk pedig még sosem készített el egy szokványos vacsorát. A nők a főzést fárasztó házimunkának találták, míg a férfiak érdekes kikapcsolódásnak. Ramsay megállapította, hogy a nők tudnak koktélt keverni, de főzni, hogy megmentsék az életüket, nem. Következtetése vegyes reakciókat váltott ki. Néhány kortársa, mint a híres séf, Nigella Lawson, korábban hasonló véleményt fogalmazott meg, míg mások, például Clarissa Dickson Wright, Ramsay véleményét ostobaságnak, és 10 éve túlhaladottnak tartotta.

### Állatok lemészárlása
- Az első évadban, a második résztől kezdve Ramsay később levágás céljából hat pulykát nevel a kertjében. Bár ezek a jelenetek figyelmeztetéssel indultak, ennek ellenére 27 néző a mészárlás miatt panaszt tett, amely Ofcom vizsgálathoz vezetett. A médiafigyelő és a Channel 4 18 további, a tiltakozókat támogató levelet kapott ebben a témában.
- A második évadban felnevelt két disznó leölése sem váltotta ki minden néző rokonszenvét. A malacok vágóhídra kerültek, és levágásukat megelőzően elektrosokkal lettek elkábítva.[18]
- A harmadik évadban nevelt birkák hasonló sorsra jutottak az évad végére.
- A negyedik évadban Ramsay madárvadászattal váltott ki tiltakozást. A madarak nyakának eltörése után Izlandi hagyományoknak megfelelően elfogyasztották a friss, nyers szívüket.[19] Az Ofcom 42 bejelentést kapott, de szabálysértést végül nem állapított meg.

## Fordítás
Ez a szócikk részben vagy egészben  a   The F Word című angol Wikipédia-szócikk fordításán alapul.  Az eredeti cikk szerkesztőit annak laptörténete sorolja fel. Ez a jelzés csupán a megfogalmazás eredetét és a szerzői jogokat jelzi, nem szolgál a cikkben szereplő információk forrásmegjelöléseként.